# Eibelsfleckalm
Die Eibelsfleckalm oder Eiblsfleck ist eine Alm in den Bayerischen Voralpen. Sie liegt im Gemeindegebiet von Benediktbeuern.
Das Almgebiet befindet sich nördlich der Benediktenwand in einem Kessel zwischen Gurneck, Eibelskopf und den Tiefentaler Köpfen. Auf dem Almgebiet entsteht der Eibelsbach.
Die Alm wird am einfachsten über einen Fahrweg von Benediktbeuern erreicht und liegt auf dem nördlichen Zustieg zur
Tutzinger Hütte.